# سارة ليا ويتسون
سارة ليا ويتسون ناشطة حقوقية أمريكية ورئيسة قسم الشرق الأوسط وشمال أفريقيا لمنظمة هيومن رايتس ووتش؛ قادت عدة تحقيقات عن حقوق الإنسان في كل من السعودية، ليبيا ولبنان ثم آثار غزو العراق على السكان بالإضافة لسير العملية الديمقراطية في عدد من البلدان مثل كردستان واليمن 

## النشأة و التعليم
ولدت لأب أمريكي وأم أرمنية من حارة الأرمن في بلدة القدس القديمة، درست في المدرسة الأرمنية في لوس أنجلوس كاليفورنيا وتخرجت من جامعة بيركلي ثم أمضت عدة سنوات في مصر بعدها وحصلت على شهادة الدكتوراه في القانون من جامعة هارفارد في بوسطن.

## السيرة
عملت لغولدمان ساكس وكليري غوتيب ثم ستين وهاملتون للمحاماة وخدمت فترتين في مجلس إدارة اللجنة الأمريكية ـ العربية لمكافحة التمييز في عامي 2001 و2002. شغلت منصب المستشار العام لمركز الحقوق الاقتصادية والاجتماعية، وسافرت للمنظمة في بعثات حقوق الإنسان إلى العراق، وعملت كمتطوعة لأجل لجنة المحامين لحقوق الإنسان ونقابة المحامين الأرمن ولا تزال عضوا فيها. عملت ويتسون ضمن فريق جامعة هارفارد والبعثات الدولية التي فحصت تأثير الحرب والعقوبات على المدنيين العراقيين، وراقبت سير العملية الديمقراطية في شمال العراق.